# Интернет сокет
У области рачунарских мрежа интернет сокет или мрежни сокет је крајња тачка двосмерног међупроцесног комуникационог тока преко рачунарске мреже базиране на интернет протоколу, као што је Интернет. Интернет сокети су апликациони програмски интерфејс (АПИ) који је обично подржан од стране оперативног система. Интернет сокети граде механизам за достављање долазних пакета података одговарајућем апликационом процесу или нити, на основу комбинације локалних и удаљених ИП адреса и портова. Оперативни систем пресликава сваки сокет у процес или нит апликације која комуницира са удаљеним рачунаром. Сокет адреса је спој ИП адресе (локација рачунара) и порта (који се пресликава у процес или нит) у јединствени идентитет.
Интернет сокет је одређен јединственом комбинацијом:
- Протокола (ТЦП, УДП или сирови ИП). Због овога, ТЦП порт 53 не представља исти сокет као УДП порт 53.
- Локалне адресе сокета (локална ИП адреса и број порта)
- Удаљене адресе сокета (Само за успостављене ТЦП сокете. Ово је потребно јер ТЦП сервер може да опслужује више клијената у исто време. Сервер прави по један сокет за сваког клијента, а ови сокети деле исту локалну адресу сокета.)

Оперативни систем прослеђује долазне ИП пакете одговарајућем апликационом или сервисном процесу након што из заглавља ИП и транспортног протокола извуче податак о адреси сокета.
Унутар оперативног система и апликације која је направила сокет, сокет се реферише јединственим целим бројем који се назива идентификатор сокета или број сокета. 
У Интернет стандардима, многим уџбеницима, као и у овом чланку, израз сокет се односи на ентитет који је јединствено одређен бројем сокета. У другим уџбеницима, израз сокет се односи на локалну адресу сокета, то јест комбинацију ИП адресе и броја порта. У оригиналној дефиницији сокета коју даје РФЦ 147 из 1971, у вези са АРПА мрежом, сокет је био одређен као 32-битни број где су парни сокети пријемни а непарни сокети су одлазни. Међутим, данас су сокети двосмерни.
На униксоликим и Виндоуз НТ базираним оперативним системима алат командне линије  излистава све тренутно успостављене сокете, оне који ослушкују (чекају), као и информације везане за ове сокете.